# Ігнатьєв Сергій Парфенович
Сергій Парфенович Ігнатьєв (нар. 8 жовтня 1902, село Струйно Холмського повіту Псковської губернії, тепер Локнянського району Псковської області, Російська Федерація — 19 травня 1984, місто Ленінград, тепер Санкт-Петербург, Російська Федерація) — радянський державний і військовий діяч, заступник народного комісара військово-морського флоту СРСР із кадрів, контрадмірал. Кандидат у члени ЦК ВКП(б) у 1939—1952 роках.

## Життєпис
Народився в родині робітника-слюсаря в селі Струйно Холмського повіту Псковської губернії (за іншими даними — в місті Санкт-Петербурзі).
У серпні 1917 — квітні 1918 року — розсильний Російського страхового товариства в місті Петрограді. З квітня по червень 1918 року не працював, проживав у селі Струйно. У червні — вересні 1918 року — розсильний приватної контори в місті Петрограді.
У вересні 1918 — серпні 1920 року — ремонтний робітник Миколаївської залізниці в місті Петрограді. У 1920 році вступив до комсомолу.
У серпні 1920 — листопаді 1921 року — інструктор допризовної підготовки 4-го військово-дорожнього відділу в місті Вес'єгонськ Тверської губернії.
У листопаді 1921 — червні 1922 року — курсант Петроградської школи фізичної підготовки Північно-Західної залізниці. З червня по вересень 1922 року не працював, проживав у селі Струйно.
У вересні 1922 — січні 1926 року — червонофлотець електромінної школи Морських сил Балтійського моря.
Член РКП(б) з грудня 1924 року.
У січні — березні 1926 року — старший електрик, старшина, в березні — жовтні 1926 року — політичний керівник канонерського човна «Красное знамя» Морських сил Балтійського моря.
У жовтні 1926 — жовтні 1928 року — політичний керівник крейсера «Аврора» Морських сил Балтійського моря.
У жовтні 1928 — жовтні 1930 року — відповідальний секретар бюро ВКП(б) школи підводного плавання Морських сил Балтійського моря.
У жовтні 1930 — березні 1932 року — старший інструктор бригади підводних човнів Морських сил Балтійського моря.
У березні 1932 — вересні 1936 року — слухач морського факультету Військово-політичної академії РСЧА імені Толмачова в Ленінграді.
У вересні 1936 — вересні 1937 року — начальник курсу морського факультету Військово-політичної академії РСЧА імені Толмачова. У вересні 1937 — липні 1938 року — виконувач обов'язки начальника морського факультету Військово-політичної академії РСЧА імені Леніна.
У липні — серпні 1938 року — заступник завідувача сектора військових кадрів відділу керівних партійних органів ЦК ВКП(б).
25 серпня — 25 жовтня 1938 року — заступник народного комісара водного транспорту СРСР — начальник Політичного управління Народного комісаріату водного транспорту СРСР.
25 жовтня 1938 — січень 1942 року — заступник народного комісара військово-морського флоту СРСР із кадрів.
У січні — червні 1942 року — військовий комісар Військово-морський Академії імені Ворошилова в місті Астрахані.
У червні 1942 — лютому 1947 року — член Військової Ради Каспійської військової флотилії. У лютому — вересні 1947 року — заступник командувача Каспійської військової флотилії із політичної частини.
У вересні 1947 — грудні 1948 року — старший інспектор з політичних органів ВМС Управління з перевірки політичних органів Головного політичного управління Збройних сил СРСР.
У грудні 1948 — лютому 1951 року — слухач військово-морського факультету Вищої військової академії імені Ворошилова.
У лютому 1951 — січні 1954 року — начальник Політичного відділу військово-морських навчальних закладів ВМС.
У січні — квітні 1954 року — в розпорядженні Головного політичного управління Радянської армії і ВМФ. У квітні 1954 року звільнений у запас через хворобу.
З травня 1954 року — на пенсії в місті Ленінграді.
Помер 19 травня 1984 року в Ленінграді (Санкт-Петербурзі). Похований на Серафимовському цвинтарі.

## Військове звання
- корпусний комісар (19.11.1938)
- контрадмірал (13.12.1942)

## Нагороди
- орден Леніна (1947)
- три ордени Червоного Прапора (1943, 1944, 1952)
- медалі